# Jendekia eduardi
Jendekia eduardi là một loài bọ cánh cứng trong họ Cerambycidae.